# 新三菱重工業ビル
新三菱重工業ビル（しんみつびしじゅうこうぎょうビル）とはかつて日本の東京都千代田区丸の内にあった建築物である。別称は三菱商事ビルなど。

## 沿革
三菱財閥の本拠として建築された三菱本館が、各社事業の隆昌により狭隘となったため、その別館としての建築が東京府東京市麹町区丸の内二丁目10番の地所に計画され、1935年（昭和10年）10月1日より建設に着手されて、1937年（昭和12年）3月31日竣功を遂げた。そしてそれまで共同の建物にあった三菱商事会社が同年4月よりここを本店として、同月28日にはこの地所・建物を買収したのであった。
また第二次世界大戦での日本敗戦後となる1946年（昭和21年）1月よりは連合国軍最高司令官総司令部が接収の上、1952年（昭和27年）4月解くまで同部外交部ならびに米国大使館をなし、解除後も翌1953年（昭和28年）12月までは同大使館に供された。
1958年（昭和33年）末をもって新三菱重工業ビルと改称。時勢の推移より、同社ならびに三菱地所会社などとの間でこれを建て替えようとする議が纏まったので取り壊されて、跡地にて三菱重工ビルヂングの増築工事が1971年（昭和46年）9月6日より着手され、1973年（昭和48年）3月28日なされたのである。

## 建築概要
設計は三菱合資会社地所部による。